# Ailill mac Cathail
Ailill mac Cathail Con-cen-máthair (mort vers 701) était un roi de Munster (en irlandais : Muman), l'un des cinq royaumes d'Irlande. Il appartenait à la famille des Eóganacht Glendamnach, une branche du clan des Eóganachta descendant d'Óengus mac Nad Froích (mort en 489), le premier roi chrétien de Muman, par son fils Eochaid mac Óengusa. 

## Biographie
Il était le fils de Cathal Cú-cen-máthair mac Cathaíl (mort en 665) et le frère de Finguine mac Cathail dont il fut l'un des successeurs après la mort de celui-ci vers 695. Il partagea peut-être le trône avec Eterscél mac Máele Umai, qui apparaît dans la loi d'Adomnan, à moins que celui-ci ne l'ait immédiatement précédé avant d'abdiquer. 
Les annales divergent sur la date de sa mort : les annales d'Inisfallen donnent 698, les annales des quatre maîtres 699 (mais celles-ci souffrent de problèmes récurrents de chronologie), tandis que les annales d'Ulster, les annales de Tigernach, les annales fragmentaires et le Chronicon Scotorum s'accordent sur l'année 701. 
Cormac mac Ailello, de la branche des Eóganacht Chaisil, lui succéda à sa mort. 
Ailill eut trois fils : Fogantach, Aonghus et Dubhda, mais aucun d'eux, ni aucun de leurs descendants, ne monta jamais sur le trône. 

## Sources
- (en) Annales d'Ulster, University College Cork.
- (en) Annales de Tigernach', University College Cork.
- (en) Annales d'Inisfallen, University College Cork.
- (en) Annales des quatre maîtres, University College Cork.
- (en) Chronicon Scotorum, University College Cork.
- (en) Annales fragmentaires, University College Cork.